# Heterodí
En telecomunicació, el terme heterodí té els següents significats:
 1. Nova freqüència generada mitjançant la barreja de dos o més senyals en un dispositiu no lineal, com un díode, una vàlvula termoiònica o un transistor.
 2. La freqüència produïda per la barreja de dos o més senyals en un dispositiu no lineal s'anomena heterodina.

## Aplicacions
L'heterodinació s'utilitza àmpliament en l'enginyeria de comunicacions per generar noves freqüències i moure informació d'un canal de freqüència a un altre. A més de l'ús en el receptor superheterodí que es troba en gairebé tots els receptors de ràdio i televisió, s'utilitza en transmissors de ràdio, mòdems,  satèl·lits de comunicacions i set-top boxes, radars, radiotelescopis, telemetria, sistemes de telefonia mòbil, capçaleres i descodificadors de televisió per cable, relés de microones,  detectors de metalls, rellotges atòmics i sistemes de  contramesures electròniques militars (jamming).

### Conversors superiors i inferiors
A les xarxes de telecomunicacions de gran escala, com ara troncs de xarxes telefòniques, relé de microones, xarxes de televisió per cable i enllaços de sistemes de comunicació per satèl·lit, es comparteixen enllaços d'amplada de banda de gran capacitat per molts canals de comunicació individuals, mitjançant l'ús d'heterodí, per moure la freqüència dels senyals individuals a diferents freqüències, que comparteixen el canal. Això es coneix com a multiplexació per divisió de freqüència (FDM).
Per exemple, un cable coaxial utilitzat per un sistema de televisió per cable pot portar 500 canals de televisió al mateix temps, pel fet que cada un se li dona una freqüència diferent, de manera que no interfereix un amb l'altre. A la font de cable o capçalera, supraconvertidors (o ascenconvertidors) electrònics converteixen cada canal de televisió entrant a una nova freqüència superior. Ho fan mitjançant la barreja de la freqüència de senyal de televisió, fCH amb un oscil·lador local a una freqüència molt més alta fLO, creant un heterodí a la suma fCH + fLO, que s'afegeix al cable. A la llar del consumidor, el descodificador de cable té un infraconvertidor (o descenconvertidor) que barreja el senyal d'entrada a la freqüència fCH + fLO amb el mateix oscil·lador local de freqüència fLO creant la diferència heterodina, convertint el canal de televisió de nou a la seva freqüència original: (fCH + fLO) - fLO = fCH. Cada canal es mou a una freqüència més alta diferent. De la freqüència de base inferior original del senyal se'n diu banda base, mentre que del canal més alt al qual s'ha traslladat se'n diu banda de pas.